# Annapurna Interactive
Annapurna Games, LLC (Geschäfte tätigend als Annapurna Interactive) ist eine Tochterfirma von Annapurna Pictures und ein Publisher von Computerspielen. Zu den bekanntesten veröffentlichten Titeln gehört unter anderem What Remains of Edith Finch, Outer Wilds und Stray.

## Geschichte
Mit der Gründung von Annapurna Interactive am 1. Dezember 2016 wollte die Filmproduktionsgesellschaft Annapurna Pictures ihre Tätigkeiten auf die Computerspielbranche ausweiten. Zu den Mitarbeitern des Unternehmens gehört der Produzent Neale Hemrajani (auch Manager bei Annapurna Pictures) und der Leiter der Technologieabteilung James Masi. Annapurna stellte auch mehrere Computerspiel-Veteranen ein, darunter Nathan Gary, Deborah Mars, Hector Sanchez und Jeff Legaspi, der bei Sony Interactive Entertainment und Warner Bros. Interactive Entertainment gearbeitet hatte. Der Game Designer Jenova Chen fungiert ebenfalls als Berater für das Unternehmen. Ziel von Annapurna Interactive ist es, Spiele zu produzieren, die „persönlich, emotional und originell“ sind.
Am Tag der Gründung gab das Unternehmen mehrere Verlags-Geschäfte bekannt, die es mit mehreren unabhängigen Entwicklern abgeschlossen hatte. Dazu gehörten u. a. Gorogoa, What Remains of Edith Finch, ein unbetiteltes Projekt von Keita Takahashi (Katamari Damacy), das später den Titel Wattam erhielt und ein unangekündigtes Spiel von Ken Wong, dem Designer von Monument Valley, das Anfang 2018 als Florence veröffentlicht wurde. Im Jahr 2017 verkündete Annapurna weitere Titel von unabhängigen Entwicklern, die von ihnen verlegt werden: The Artful Escape, Ashen, und Telling Lies.

## Spiele
| Jahr | Titel                       | Entwickler                 | Plattform/en                                                                                     |
| ---- | --------------------------- | -------------------------- | ------------------------------------------------------------------------------------------------ |
| 2017 | What Remains of Edith Finch | Giant Sparrow              | Microsoft Windows, PlayStation 4, Xbox One, Nintendo Switch                                      |
| 2017 | Flower                      | Thatgamecompany            | iOS, Microsoft Windows                                                                           |
| 2017 | Gorogoa                     | Buried Signal              | Microsoft Windows, MacOS, iOS, Android, Nintendo Switch, PlayStation 4, Xbox One                 |
| 2018 | Florence                    | Mountains                  | Microsoft Windows, MacOS, iOS, Android, Nintendo Switch                                          |
| 2018 | Donut County                | Ben Esposito               | Microsoft Windows, MacOS, iOS, PlayStation 4, Xbox One, Nintendo Switch                          |
| 2018 | Gone Home                   | Fullbright                 | Nintendo Switch, iOS, PlayStation 4                                                              |
| 2018 | Ashen                       | A44                        | Microsoft Windows, Xbox One, PlayStation 4, Nintendo Switch                                      |
| 2019 | Outer Wilds                 | Mobius Digital             | Microsoft Windows, Xbox One, PlayStation 4                                                       |
| 2019 | Journey                     | Thatgamecompany            | Microsoft Windows, iOS                                                                           |
| 2019 | Telling Lies                | Sam Barlow, Furious Bee    | Microsoft Windows, MacOS, iOS, PlayStation 4, Xbox One, Nintendo Switch                          |
| 2019 | Sayonara Wild Hearts        | Simogo                     | Microsoft Windows, Nintendo Switch, MacOS, iOS, tvOS, PlayStation 4, Xbox One                    |
| 2019 | Wattam                      | Funomena                   | Microsoft Windows, PlayStation 4                                                                 |
| 2020 | Kentucky Route Zero         | Cardboard Computer         | Microsoft Windows, MacOS, Linux, Nintendo Switch, PlayStation 4, Xbox One                        |
| 2020 | If Found…                   | Dreamfeel                  | Microsoft Windows, MacOS, iOS                                                                    |
| 2020 | The Pathless                | Giant Squid Studios        | Microsoft Windows, PlayStation 4, MacOS, iOS, tvOS                                               |
| 2020 | The Unfinished Swan         | Giant Sparrow              | Nintendo Switch, iOS                                                                             |
| 2020 | Maquette                    | Graceful Decay             | Microsoft Windows                                                                                |
| 2020 | Last Stop                   | Variable State             | Microsoft Windows, Xbox One                                                                      |
| 2020 | I Am Dead                   | Hollow Ponds, Richard Hogg | Microsoft Windows, Nintendo Switch                                                               |
| 2021 | Solar Ash                   | Heart Machine              | Microsoft Windows, PlayStation 4, PlayStation 5                                                  |
| 2021 | Maquette                    | Graceful Decay             | Microsoft Windows, PlayStation 4, PlayStation 5                                                  |
| 2021 | Last Stop                   | Variable State             | Microsoft Windows, PlayStation 4, PlayStation 5, Xbox One, Xbox Series X/S, Nintendo Switch      |
| 2021 | The Artful Escape           | Beethoven & Dinosaur       | Microsoft Windows, PlayStation 4, PlayStation 5, Xbox One, Xbox Series X/S, Nintendo Switch      |
| 2021 | Twelve Minutes              | Luis Antonio               | Microsoft Windows, Xbox One                                                                      |
| 2022 | A Memoir Blue               | Cloisters Interactive      | Microsoft Windows, PlayStation 4, PlayStation 5, Xbox One, Xbox Series X/S, Nintendo Switch, iOS |
| 2022 | Hindsight                   | Joel McDonald              | Microsoft Windows, Nintendo Switch, iOS                                                          |
| 2022 | Open Roads                  | Fullbright                 | Microsoft Windows, PlayStation 4, PlayStation 5, Xbox One, Xbox Series X/S                       |
| 2022 | Neon White                  | Angel Matrix               | Microsoft Windows, Nintendo Switch                                                               |
| 2022 | Stray                       | BlueTwelve Studio          | Microsoft Windows, MacOS, PlayStation 4, PlayStation 5, Xbox One, Xbox Series X/S                |